# Распад России
Предмет данной статьи — совокупность гипотетических сценариев и прогнозов потенциального распада Российской Федерации как единого государства, а также мнений и анализа различных авторов по этому вопросу.
С момента распада Советского Союза в 1991 году россияне и иностранные наблюдатели спорят о новом распаде. Наблюдается разброс мнений и прямо противоположных сценариев — как считающих, что естественный процесс уже начался, так и убеждённых в рукотворной подготовке ситуации.
Ряд лиц и политическую организаций, главным образом эмигрантских, выступали за изоляцию и распад (раздел) России посредством самоопределения живущих в России народов, тем самым подкрепляя нарративы российской пропаганды о «планах Запада»; сами страны Запада не выражали такой цели или её поддержки, даже наоборот. Несмотря на рост числа лиц, призывавших к распаду или предсказывавших его, особенно с началом вторжения в Украину, аналитиками такая перспектива оценивается как маловероятная, а подобные взгляды — контрпродуктивные.

## Исторический контекст
В XII—XIII веках, подобно большинству раннесредневековых феодальных государств, Киевская Русь (которая считается учёными историческим предшественником России, Украины и Белоруссии) распалась на несколько отдельных государств.
Британский историк Джеффри Хоскинг считает, что в политику властей Российской империи входила русификация, способствовавшая централизации власти и устранению местных привилегий. По его мнению, русификация ставила своей задачей также придать всем народам Российской империи ощущение принадлежности к России, её прошлому и традициям. Активная русификация западных этнических окраин началась в первой половине XIX века и усилилась в 1860-е годах после очередного польского восстания. Однако вместо объединяющего фактора данная политика напротив навредила образу России, как следствие, лояльность малых народов падала ещё больше, стимулируя их национально-освободительные движения, что не способствовало ни спокойствию, ни единству населения внутри империи и даже враждебно настроив ранее дружественные народы по отношению к царской власти, что стало одной из причин будущего распада Российской империи. На этнических окраинах Российской империи сформировались движения этнического национализма, направленные на повышение статуса «инородцев» или на создание собственной государственности этнических меньшинств.
После Февральской революции в 1917 году начались активные процессы дезинтеграции, происходившие в экономике, социальной структуре, общественной и политической сферах. Так, идеологи сибирского областничества (середина 1850-х годов — начало XX века) считали сибиряков отдельным от русских народом. Среди учёных были как противники, так и сторонники этой точки зрения. Под управлением областников в 1918 году находилось кратковременное государственное образование Сибирская республика. С 1918-го по 1922-й годы также на Дальнем Востоке были попытки реализовать проекты новых независимых государств, таких как Дальневосточная Украина. Движение было подавлено как белыми так и красными. А существовавшая Дальневосточная республика (ДВР) была марионеточным буферным образованием большевиков и после вывода японских войск была ликвидирована.
Гражданская война закончилась созданием СССР, признанием независимости Финляндии, Польши, Эстонии, Латвии, Литвы и Тывы.
В Советском Союзе с одной стороны росло число национально-территориальных образований, повышался их статус, с другой стороны происходил процесс централизации. С середины 1920-х годов в национальных регионах СССР проводилась коренизация, введение национально-территориальных языков и национальных кадров в государственную и социальную жизнь с целью развития национального самосознания. Этот процесс способствовал также росту регионального национализма, борющегося с «великодержавностью», что вело к развитию центробежных тенденций. В конце 1930-х годов (частично ещё в 1932—1933 годах) коренизация была свёрнута, многие её активные участники репрессированы. На смену коренизации пришло повсеместное внедрение русского языка как языка межнационального общения.

### 1989—1993
В конце XX века в СССР, где государство оказывало поддержку развитию этнических культур, усилился этнический национализм, фактически ставший частью социалистического федерализма. В условиях кризиса коммунистической идеологии и политической системы этнический национализм сыграл значительную роль в распаде СССР.
В начале 1980-х годов Борис Ельцин, работавший тогда первым секретарём Свердловского обкома КПСС, пришёл к выводу о порочности советской административной системы, в которой все союзные республики могли оперативно решать многие вопросы через республиканское руководство, в то время как у РСФСР такового не было, и постоянно приходилось обращаться напрямую к союзному руководству. Тогда же Ельцин вместе с Юрием Петровым кратко сформулировали трёхэтапную схему реформ: децентрализация советской федеративной системы; сплочение институтов власти России путём укрепления российского правительства и создания республиканского комитета КПСС или аналогичной структуры; разделение РСФСР на 7 или 8 региональных республик (одной из которых должен был стать Урал), достаточно сильных для того, чтобы справиться с полученной автономией. О своём проекте авторы никому не рассказывали.
В 1990 году Ельцин баллотировался в народные депутаты РСФСР по 74-му национально-территориальному округу (города Свердловск и Первоуральск). В ходе встречи с избирателями 29 января в УПИ был озвучен следующий пункт его предвыборной программы: «Предоставить всем национальным автономиям самостоятельность, право и возможность входить с предложением об учреждении новых национально-территориальных образований, где коренное население составляет большинство. На остальной территории, кроме этих автономных образований, в составе РСФСР после референдума могут образоваться 7 русских республик: Центральная Россия, Северная, Южная, Поволжье, Урал, Сибирь, Дальний Восток».
С июля по декабрь 1990 года происходил «парад суверенитетов» автономных республик и автономных областей РСФСР. В документах того периода республики провозглашались носителями суверенитета. При этом, однако, вопрос о полной государственной независимости и выходе из состава РСФСР, как правило, не ставился, отношения с федеральным центром предполагалось в дальнейшем урегулировать путём заключения с ним договоров.
За 23 дня до провозглашения Украиной независимости, президент США Джордж Буш-старший произнёс речь в Киеве, в которой поддержал новый союзный договор, также предостерегая от такой независимости, при которой удалённый деспот поменяется на локального.
В 1991 году произошёл распад СССР, 15 бывших союзных республик (Азербайджан, Армения, Беларусь, Грузия, Казахстан, Кыргызстан, Латвия, Литва, Молдова, Россия, Таджикистан, Туркменистан, Узбекистан, Украина и Эстония) обрели государственную самостоятельность.
Чечня провозгласила независимость в июле 1991 года. В 1992 году Борису Ельцину удалось убедить глав регионов, за исключением Татарстана и Чечни, подписать федеративный договор. Татарстан провозгласил суверенитет, отказался платить налоги в федеральный бюджет и собирался вводить собственную валюту, с ним были начаты длительные переговоры. До 1994 года в Татарстане выдавались собственные автомобильные номера, чего не было ни в одном другом субъекте федерации.
В 1993 году другие регионы пытались приобрести большую экономическую и законодательную самостоятельность без претензии на отделение. 1 июля в границах Свердловской области была провозглашена Уральская республика. Главы Свердловской, Пермской, Челябинской, Оренбургской, Курганской областей подписали заявление о намерении участвовать в разработке экономической модели на базе данных регионов. Проект нового территориального образования получил условное название «Большая Уральская республика». 9 ноября вышел указ президента, по которому все решения по Уральской республике были признаны не имеющими силы. Против создания республики могло выступить окружение Бориса Ельцина, негативно оценивающее обретение республиканского статуса после октябрьских событий в Москве. История с Уральской республикой сыграла не последнюю роль в добавлении пункта в принятую 12 декабря конституцию, в которой указывается на равноправие субъектов Российской Федерации.
Другие попытки создать новые республики или поднять статус существующих субъектов до уровня республики, которые не достигли цели:

| - 1990 — Карачаевская республика - 1990 — Ненецкая советская автономная республика | - 1991 — Абазинская республика - 1991 — Казачьи республики - 1991 — Лезгистан - 1991 — Поморская республика - 1991 — Ямало-Ненецкая республика | - 1993 — Балтийская республика - 1993 — Вологодская республика - 1993 — Петербургская республика - 1993 — Приморская республика - 1993 — Южно-Уральская республика |

### После 1993
В ходе 1994 году российское руководство попыталось силой вернуть Чечню в состав РФ, однако эта попытка не увенчалась успехом и война затянулась. В условиях намечающихся президентских выборов 1996 года состоялись переговоры с сепаратистами. Войска из Чечни были выведены осенью 1996 года по итогам Хасавюртовских соглашений, статус республики был отложен до 2001 года, тем самым Россия признала власть сепаратистов в республике. В 1999 году началась Вторая чеченская война, и к весне 2000 года ЧРИ как государство была де-факто ликвидирована.
В январе—феврале 2009 года протестовали жители Дальнего Востока. Начав с сугубо экономических требований (отмена решения правительства РФ о повышении таможенных пошлин на ввоз японских автомобилей), организаторы протестных акций очень скоро потребовали отставки правительства. Участники нескольких массовых митингов озвучили идею образования Дальневосточной республики и её возможного выхода из состава РФ.
До 2009 года Якутия сохраняла в своей конституции положение о суверенитете.
Несмотря на то что поморы не стремились получить полноценную автономию, в 2000-х годах правительство Архангельской области изучало возможность использования понятия «поморы» как форму региональной идентичности. Однако после конфликта, произошедшего в 2012 году между территориальной соседской общиной «Поморы» и министерством юстиции и судебного процесса над руководителем общины Иваном Мосеевым, термин «поморы» стал рассматриваться прежде всего как исторический. Как и в случае с борьбой с «германской угрозой» в Калининграде, их движение стали атаковать в СМИ, большую роль здесь сыграло издание Regnum, где с 2011 года появлялись публикации о финансировании проектов «Поморского возрождения» из норвежских источников, а также о том, что они расшатывают национальное и территориальное единство России.
После 2000 года началось приведение конституции Татарстана в соответствие с Конституцией России. Постепенно Татарстан лишился финансовых преференций, а в его конституции природные ресурсы уже не называются достоянием и собственностью народа Татарстана, исключены положения о суверенитете, договоре между Татарстаном и Россией, гражданстве Татарстана, конституционным суде, а президент Татарстана переименован в главу. К 2023 году произошла окончательная нейтрализация политической и национальной суверенности Татарстана.

### Флаги отдельных территорий
| Название                           | Флаг | Годы      | Оригинальный субъект                                                             | Описание |
| ---------------------------------- | ---- | --------- | -------------------------------------------------------------------------------- | --- |
| Флаг Сибири                        |      | 1853—1923 | Сибирское студенческое землячество Казанского университета                       | Бело-зелёный флаг с двумя равновеликими горизонтальными полосами впервые появился в 1853 году в качестве флага Сибирского студенческого землячества Казанского университета. Источником цветов флага, скорее всего, послужили цвета герба Томской губернии, выходцами откуда было большинство студентов-сибиряков. |
| Флаг Сибири                        |      | 1917—1918 | Сибирская республика                                                             | Вариант флага с диагональным сечением полотнища был принят в августе 1917 года на конференции общественных организаций, созванной сибирскими областниками. «Белый цвет означает снега сибирские, зелёный — сибирскую тайгу». |
| Флаг Сибири                        |      | 1918      | Временное Сибирское правительство Дербера, Забайкальская белая государственность | Зелёно-белый флаг |
| Флаг Всевеликого войска Донского   |      | 1918      | Всевеликое войско Донское                                                        | Сине-жёлто-алый флаг был принят 4 мая 1918 года на заседании «Круга спасения Дона». В законе оговаривалась символика: «Три народности издревле живут на донской земле и составляют коренных граждан Донской области — донские казаки, калмыки и русские крестьяне. Национальными цветами их были: у донских казаков — синий, васильковый, у калмыков — жёлтый и у русских — алый». На съезде в ноябре 1990 года был восстановлен. Лёг в основу современного флага Ростовской области. |
| Флаг Кубанской народной республики |      | 1919      | Кубанская народная республика                                                    | Сине-малиново-зелёный флаг учреждён 23 февраля 1919 года Кубанской радой. По одной из версий, малиновый цвет символизировал казаков-черноморцев (потомков запорожцев), синий — казаков-линейцев (наследников донцов), зелёный — адыгов. Лёг в основу современного флага Краснодарского края. |
| Флаг Дальневосточной республики    |      | 1920—1922 | Дальневосточная республика                                                       | Флаг представляет собой красное полотно с тёмно-синим кантоном, в котором написано красными литерами «Д В Р». Был флагом марионеточного буферного государства Советской России. |
| Флаг Урала                         |      | 1918      | Временное областное правительство Урала                                          | Красно-зелёный флаг |
| Флаг Урала                         |      | 1989      | Уральская республика                                                             | Бело-зелёно-чёрный флаг являлся флагом Уральской республики. Впервые был поднят в 1989 году |

## Правовое регулирование
Конституция РФ говорит о государственной целостности, равноправии и самоопределении народов, а республики называет государствами (статья 5); глава 3 частично посвящена вопросам федерации. Речь идёт только о вхождении в Российскую Федерацию — и ничего о возможности и праве выйти из неё.
В законодательстве Российской Федерации в мае 2014 года в действие ввели новую статью в Уголовный кодекс — о запрете призывать к нарушению территориальной целостности. Спустя два месяца были приняты новые поправки. Максимальный срок наказания с трёх лет лишения свободы увеличили до четырёх. Если изначально состав преступления, предусмотренный частью первой, относился к преступлениям небольшой тяжести, то теперь его перевели в категорию преступлений средней тяжести. Дела заводились за высказывания как о статусе Крыма, так и других регионов, без призывов к насилию. В 2022 году ужесточились наказания за призывы к сепаратизму и отчуждению части территории.

## В общественном сознании
Главный научный сотрудник Института философии РАН В. Н. Шевченко в обзорной работе «Будущее России: Стратегии философского осмысления» (2015) при оценке обзорной статьи О. Ю. Маслова «Распад России в начале XXI века в высказываниях современников» отмечает, что в ней собрана большая подборка статей авторов на тему распада России — от убеждённых сторонников идеи, что распад России почти неизбежен и уже начался, до сторонников идеи искусственных и умышленных попыток развала страны. Шевченко выделяет в идейно-идеологическом плане две основные позиции:
- Первая позиция состоит в утверждении о том, что в стране идут процессы дезинтеграции, ослабления единства и целостности государства и вполне возможен и вероятен их переход в активную фазу. В самых различных массовых изданиях постоянно публикуются материалы, в которых сообщаются конкретные факты и говорится о том, что уже идёт процесс распада. Факты правовой экстерриториальности, вытеснения лиц нетитульной нации в национальных республиках из госаппарата, радикализация ислама и много других негативных явлений однозначно называется продуктами распада.
- Другая позиция отличается тем, что авторы не просто фиксируют сложность ситуации, по их мнению, она говорит о необходимости сохранения и укрепления нынешней формы российского государства, хотя возможно эта форма и не является оптимальной. Но главное, авторы постоянно говорят, бьют тревогу, предупреждают, что власти давно пора действовать решительно, чтобы переломить ситуацию, ослабить, если не «заморозить», действие нежелательных процессов и тенденций. Они предполагают, что многое из того, что печатается по поводу распада России, является частью большой информационной войны. С точки зрения русских шовинистов, любая федерация — это путь к «новой катастрофе».

Например, авторы консервативного доклада Изборскому клубу под руководством А. Кобякова «Линии раскола в российском обществе» утверждают, что чем большей степени достигают в обществе вышеназванные расколы, тем больше нация подвержена усвоению чужих, привнесенных смыслов, культурных и бытовых стереотипов. Для них создание самостоятельного полюса невозможно без высокого ценностно-смыслового объединения нации.
Политолог и публицист Владимир Пастухов высказывался, что в этой дискуссии «возможность» события немедленно превращается в «неизбежность». С одной стороны, распад представляется чуть ли не как неизбежный, а с другой — как практически невозможный. И то, и другое является сильным преувеличением.
Руководитель Центра исследований модернизации Европейского университета Дмитрий Травин считает, что понимание реальных причин прежнего распада важно, чтобы не повторять ошибок прошлого. Если в обществе считают, будто СССР развалила Америка, такими массами легко манипулировать.

### Заявления российских государственных деятелей
- В 1993 году в ходе дискуссии по проекту конституции Уральской республики вице-премьер правительства РФ Сергей Шахрай выступил 9 ноября в «Независимой газете» со статьёй «Многообразие регионов — это сила России». Выражая «не официальную позицию российского правительства, а личное мнение человека, который вот уже 16 лет занимается проблемами федерализма и который, в силу служебного положения, на своём опыте ощутил трагические следствия национально-государственного устройства советского периода», вице-премьер отметил, что «государство в переходный период может развиваться лишь как асимметричная федерация». Шахрай подверг резкой критике действия «некоторых краевых и областных советов Российской Федерации, объявляющих себя на сессиях республиками или принимающих решение о прекращении выплаты федеральных налогов в общегосударственных бюджет». «С момента принятия таких решений, — подчеркивал вице-премьер, — процесс разрушения российской государственности может стать неконтролируемым». Действиям руководства Свердловской области в целом рассматривались как проявление регионального сепаратизма. «Не только в Екатеринбурге ставился вопрос о республиканизации, и, таким образом, Свердловская область играет для областей и краёв роль, которую можно сравнить с ролью Литвы для бывших союзных республик или Татарстана для республик России». Нельзя, впрочем, отрицать и вероятности того, что в какой-то степени «миф об уральском сепаратизме» поощрялся самим Росселем и использовался им как инструмент давления на федеральный центр[54].
- В интервью, ставшим основой для книги «От первого лица» Владимир Путин рассказывал, что воспринимал как свою историческую миссию решение происходящего на Северном Кавказе[55].

Моя оценка ситуации в августе, когда бандиты напали на Дагестан: если мы сейчас, немедленно это не остановим, России как государства в её сегодняшнем виде не будет. Тогда речь шла о том, чтобы остановить развал страны. Я исходил из того, что мне нужно будет это сделать ценой политической карьеры. Это — минимальная цена, которую я готов был заплатить.
Я был убеждён, что если мы сейчас не остановим экстремистов, то через некоторое время нам грозит вторая Югославия на всей территории Российской Федерации, югославизация России.
- После трагедии в Беслане в 2004 году Путин в своём обращении заявил: «Одни хотят оторвать от нас кусок пожирнее, другие им помогают. Помогают, полагая, что Россия — как одна из крупнейших ядерных держав мира — ещё представляет для кого-то угрозу»[56]. Впоследствии в своих речах неоднократно упоминал об угрозе нового распада страны[57].
- В феврале 2023 года Путин выступил с утверждением, что у Запада «одна цель — раскассировать бывший Советский Союз и его основную часть — Российскую Федерацию». «И потом, может быть, они и примут нас в так называемую семью цивилизованных народов, но только отдельно, каждую часть отдельно». Также высказал мнение, что в этом случае русский народ перестанет существовать в том виде, в котором есть сегодня: «Ну будут московиты какие-нибудь, уральцы и так далее»[58].
- В апреле 2005 года Дмитрий Медведев заявил: «Если мы не сумеем консолидировать элиты, Россия может исчезнуть как единое государство… последствия будут чудовищными. Распад Союза может показаться утренником в детском саду по сравнению с государственным коллапсом в современной России»[1].
- По мнению Николая Патрушева, из-за случившихся терактов в 1999—2000-х годах Российская Федерация была на грани распада. Впоследствии неоднократно заявлял, что Запад очень хотел бы, чтобы России не было вообще. В качестве доказательства приводил несуществующее «высказывание экс-госсекретаря США Мадлен Олбрайт, что России несправедливо принадлежит Сибирь». Первое публичное упоминание об этом из российских политиков сделал Алексей Пушков в июле 2005 года в своей телепрограмме. Это «высказывание» с форумов о теориях заговора по развалу России было растиражировано генерал-майором ФСО Борисом Ратниковым, утверждавшим в интервью «Российской газете» в 2006 году, что он провёл «сеанс подключения к подсознанию госсекретаря Олбрайт» и обнаружил там «патологическую ненависть к славянам»[59]. В 2012 году на фразу ссылался в своей статье вице-премьер Дмитрий Рогозин, в 2015 году — Николай Патрушев, в 2021 году — Владимир Путин[60].

#### Оценки
По мнению историка Александра Эткинда, в апелляциях Владимира Путина к истории скрыт более глубокий смысл, чем просто обоснование своих целей. Распад и потеря ряда территорий — деколонизация, процесс актуальный для всего мира и в XX веке, и сейчас. Может показаться, что логично ожидать следующего акта — распада Российской Федерации. Исторические изыскания Владимира Путина показывают его глубокую тревогу по поводу этого. В государственных СМИ также поддерживается ложная риторика об угрозе внешнего вмешательства.
В своей статье «Трагедия России» Андрюс Кубилюс заявлял, что Путин постоянно и искусственно подпитывает и поощряет ностальгическую мечту о восстановлении величия империи. Это помогает ему поддерживать лояльность российского народа к своему режиму.
По мнению журналиста-расследователя Романа Анина, различных престарелых представителей спецслужб России поразительным образом объединяет одна черта — версальский синдром из-за развала Советского Союза, который Путин ещё в 2005 году назвал «крупнейшей геополитической катастрофой XX века». Медианный возраст высшего органа власти в России — Совета безопасности в 2022 году составил 65 лет.

## Позиция США
Периодически активное на Западе обсуждение темы гипотетического развала России может породить ложное впечатление о том, что Запад в целом и США в частности могут поддержать силы, выступающие за распад России. Американский политический эксперт Алексей Собченко называл причины, по которым США не будут приветствовать распад России:
- США уже несколько десятилетий не приветствовали появление новых государств и не признают их независимость, если только страна, от которой новое государство отделилось, сама его не признала. Иными словами, новым государствам, которые могут возникнуть на территории Российской Федерации, не следует рассчитывать на поддержку и признание США, если их сначала не признает Москва. Так, США поддержали российскую войну в Чечне, регионе, который сильно отличается этнически и религиозно. Исключение составляют бывшие республики Югославии — когда США изменили свою позицию ради сохранения единой политики западных стран. В случае Косова, провозглашение независимости которого было бы невозможно без американской поддержки, важно понимать, что, изгнав оттуда сербских военных, американцы уже не могли возвращать эту территорию под сербский контроль.
- Как и в ситуации, сложившейся после развала СССР, главной озабоченностью Запада и США, в частности, является утрата контроля над атомными боеголовками, а также над химическим и биологическим вооружениями. Также хаос, который возникает при распаде государства (пограничные споры, борьба за власть в новых государственных образованиях, нарушение давно налаженных систем поставок, этнические конфликты, гражданские войны, гуманитарные катастрофы, потоки беженцев в западные и соседние страны) — является крайне нежелательным развитием событий.
- В Вашингтоне не желают усиления Китая, который уже вытесняет Россию из стран Центральной Азии.

Президент США Джо Байден, выступая в Варшаве в 2023 году, обратился к российским гражданам, заверив их в том, что Соединённые Штаты не стремятся разрушить или контролировать Россию.

## Прогнозы

### Влияние российско-украинской войны
В общественном дискурсе возник вопрос, является ли российско-украинская война продолжением распада СССР. Обстоятельства, в которых протекает война, сформированы распадом СССР. Сам же конфликт и особенности его течения обусловлены рядом других предпосылок, не в последнюю очередь личными качествами Владимира Путина.
В январе 2022 года в своём обращении генерал Леонид Ивашов заявил, что Россия может вообще пропасть как государство, если начнёт войну против Украины. С началом вторжения на Украину в России начали проявляться существовавшие и в прежние несколько лет проблемы, а именно: прекращение экономического роста, рост напряжения в обществе и расширение внешнеполитической изоляции. В государственных СМИ повторяется тезис пропаганды о том, что Запад хочет уничтожить Россию, а поражение перед Украиной будет означать распад страны.
Полномасштабное вторжение на Украину изменило видение настоящего и будущего мира. Американский аналитический центр «Атлантический совет» провёл опрос 167 экспертов, задав им вопросы о ключевых ожидаемых изменениях в следующее десятилетие. 46 % респондентов ответили, что ожидают, что к 2033 году Россия либо станет несостоявшимся государством, либо распадётся. В списке потенциально несостоятельных государств Россия лидирует — её назвал 21 % опрошенных; Афганистан получил 10 % голосов. Предсказания упадка России становятся общим местом по итогам 2022 года на фоне её затяжной и неуспешной войны с Украиной. Так, Financial Times в обзоре политической стратегии китайского руководства утверждает, что там доминирует мнение, что из этой войны Россия выйдет, окончательно утратив статус великой державы и перейдя в разряд второстепенных или третьестепенных держав.
Точка зрения, что у России как государства нет будущего и после прогнозируемого военного поражения Россия непременно распадётся, довольно широко представлена в украинских СМИ.
По мнению преподавателя Базельского университета в Швейцарии Ботакоз Касымбековой и доцента факультета международных отношений Национального университета обороны Эрики Марат, война на Украине ускорила деколониальный дискурс в отношении России. Возобновление интереса к прошлому выявило неприятную иерархию советского режима и подорвало советскую конструкцию России как альтруистической нации, жертвующей собой ради нерусских республик. Вместо того, чтобы рассматривать советский режим как подарок современности, всё больше людей склонно рассматривать Россию как жестокого колонизатора.
Эксперт Словацкой ассоциации внешней политики Юрай Месик считает, что нападение на Украину радикально ускорило развитие событий, поэтому распад России становится делом ближайших 3—5 лет.
Политолог Януш Бугайски, старший эксперт Фонда Джеймстауна, в своей книге «Неудавшееся государство: путеводитель по распаду России» проанализировал возможные сценарии в обозримом будущем, считая, что военное вторжение на Украину может ускорить распад России.
Бывший командующий армией США в Европе генерал Бен Ходжес сказал, что Западу нужно быть готовым к возможному краху России, который может случиться под тяжестью её войны на Украине и экономических санкций. «Мы можем наблюдать начало распада в течение следующих четырёх-пяти лет». Он отметил три фактора: подрыв внутреннего доверия к российской армии, которое традиционно было основой легитимности Кремля; ущерб, нанесённый российской экономике, и малочисленность населения России.
Бывший госсекретарь США Генри Киссинджер и историк Марлен Ларюэль считают, что вероятный крах России может стать дестабилизирующим вплоть до гражданской войны. По мнению историка, распад приведёт к тому, что новые государства будут воевать друг с другом из-за границ и экономических активов, а федеральные власти на любой сепаратизм отреагируют насилием. Профессор политологии Рутгерского университета Александр Дж. Мотыль считает такие прогнозы маловероятными, и что к ним нужно относиться с большой долей скептицизма.
Создание добровольческих частей по национальному и региональному принципу для войны с Украиной раскритиковали некоторые русские националисты, поддержавшие войну. Например, публицист Егор Холмогоров поддержал мнение о том, что создание национальных именных соединений — это инициатива с сепаратистским характером: «Очень опасное начинание. […] Части со специфической этнотерриториальной идентичностью могут стать основой местной армии, если возникнет соответствующая политическая ситуация». Автор, которого цитировал Холмогоров, привёл исторический пример украинского корпуса генерала Скоропадского, который создали в 1917 году для участия в Первой мировой войне. После прихода к власти большевиков он стал основой армии Центральной украинской рады. Одни политологи допускают, что в случае поражения России региональные батальоны могут стать инструментом борьбы за власть и усилить сепаратизм в регионах. Другие не верят в политизацию боевых землячеств. Вероятнее, после возвращения некоторые из них найдут себя в криминальной сфере.

### Гипотетические причины
По мнению математика Георгия Малинецкого, существует 5 возможных причин распада России:
- Большая разница между уровнем дохода различных социальных слоёв.
- Разрыв между различными регионами по уровню дохода.
- Сложность коммуникаций между различными регионами страны, являющимися следствием неразвитости инфраструктуры.
- Разлом между старым и новым поколением.
- Конфессиональный и национальный распад.

Американский политолог, основатель и глава частной разведывательно-аналитической организации «Стрэтфор» Джордж Фридман заявил, что Россию ждёт распад после 2020 года вследствие её чрезмерной зависимости от цен на углеводороды и отсутствия сильной экономики.
Американский исследователь Дэвид Лэйтин отмечал, что в разных странах вероятность возникновения этнических конфликтов коррелируют не с многоязычием и поликультурностью, а с экономическим и территориальным неравенством, а также слабостью государственных институтов, невозможностью контролировать насилие и отсутствием целостной системы права. В статье канадского исследователя Алана Ганьона о росте регионализмов отмечено, что в многонациональных государствах периодически возникают дискуссии об отделении, что является своего рода торгом между регионом и центром. При этом сама возможность диалога и публичного обсуждения является залогом сохранения равновесия, и наоборот, бескомпромиссная политика в отношении регионов может привести к нестабильности, которую уже не получится решить переговорами. В силу того, что в России подобные высказывания могут расцениваться как уголовно наказуемое деяние (призывы к сепаратизму, отчуждению территории или разжигании этнической розни), оценить потенциал сепаратизма можно только гипотетически. Существующие проекты, если ещё и существуют, выглядят фантастическими. Политика ассимиляции и унификации с репрессивными мерами как подавляют, так и вызывают отторжение, усиливая стремление к независимости.
Также Дэвид Лэйтин пришёл к выводу, что региональная специфика и внешние факторы являются определяющими особенностями этнических конфликтов. Для этнических конфликтов на постсоветском пространстве внешние факторы являлись определяющими. Внешняя поддержка этнических меньшинств давала им ресурсы для проявления сецессионистских настроений и вела к этническому насилию.
Социолог скептически относится к понятию идентичности, считая, что это в первую очередь инструмент для власти, а человек в разных ситуациях выбирает ту из своих идентичностей, которая наиболее выгодна. И при институциональных изменениях важность локальной или региональной идентичности может возрасти. Исследователи утверждают, что связь этничности и сепаратизма поверхностна.
Профессор политологии и международных отношений Хейл, Г. Е. в своей статье «Формирование и распад этнофедеративных государств: почему Россия выживает там, где пал СССР» резюмирует, что нужно обращать внимание на национализм большинства, а не меньшинства, так как именно это может привести к распаду в случае возникновения второго политического центра, как это случилось с СССР.
Политолог Кирилл Рогов считает, что правление Путина совмещает в себе те предпосылки, которые были при прежних распадах, что движет страну к новому коллапсу, хотя других объективных причин нет. Первая — террор и уничтожение политической системы при Иване Грозном, вторая — отсталость «военной машины» в Первой мировой войне, третья — отсутствие реформ на протяжении длительного времени при Брежневе.

### Сценарии
В 1998 году в интервью журналу «Полис» политолог и историк Юрий Пивоваров заявил: «Кант говорил о том, что Россия не сможет управлять Сибирью. Это мне очень близко. Я убеждён, что Россия в ближайшие полстолетия уйдёт из Сибири: депопуляционные процессы будут столь сильны, что Россия географически сузится до Урала»
В 2011 году журналист Олег Кашин высказал предположение, что будущий распад произойдёт по федеральным округам.
Культуролог Игорь Яковенко выделяет следующие регионы, на которые, по его мнению, может распасться РФ: Север и Юг России, Сибирь, Северный Кавказ и межконтинентальная граница.
В 2018 году политолог Дмитрий Орешкин рассказал, что считает маловероятным распад РФ в ближайшее время, но в перспективе ближайшего поколения, то есть 25 лет, он почти неизбежен.
По мнению публициста Виктора Шендеровича, Россию в худшем сценарии может ожидать длительный (на протяжении десятилетий) упадок, изоляция и неминуемый распад с вооружёнными конфликтами.
Гарри Каспаров и Михаил Ходорковский считают, что чем дольше нынешний режим остаётся у власти, тем выше риск непредсказуемого распада. Ходорковский высказал мнение, что при ослаблении федерального центра, которое может произойти в случае военного поражения или в ходе смены власти, многие регионы могут принять необдуманное решение о том, что сохранение страны — задача сама по себе вредная. Похожего мнения придерживается и Илья Яшин. По утверждению Михаила Ходорковского, существует достаточно большая часть западного общества и представляющих её политиков, которая полагает, что России неплохо было бы просто перестать существовать. Таких людей достаточно много в соседних с Россией странах, вследствие их исторического опыта оккупации и войн. На сегодняшний день Россия для них — это проблема, но распавшаяся Россия может стать проблемой гораздо большей из-за появления внутренних конфликтов на территории с ядерным оружием.
Политолог и публицист Владимир Пастухов высказывался, что в контексте того, что в оба распада «откололись края», причём с нарастающей силой, ключевым вопросом является то, ограничится ли процесс «отламыванием» национальных окраин — Северного Кавказа, Тывы, Алтая или затронет Сибирь и Дальний Восток. В самом тяжёлом сценарии к этому списку добавляется Поволжье с Татарстаном и Башкирией как драйверами процесса. С его точки зрения, отрывая Россию от Европы и выстраивая экономические связи с Китаем, путинский режим создаёт очень глубокие и мощные предпосылки для формирования движения за независимость Сибири. На бытовом уровне они уже сегодня больше привязаны к Китаю и Южной Корее, чем к Москве и Петербургу. Достаточно на самом деле небольшого политического триггера, например, ослабления центральной власти и естественного проседания экономики после ухода Путина. А так, конечно, никакого распада не будет. «Отделения Тверской области от Смоленской я не ожидаю, тем более — до ухода Путина. Но он же реально не может жить вечно. Другое дело, что, чем дольше он проживёт, тем больше вероятность того, что процесс внутренней деколонизации России не ограничится национальными окраинами».
По мнению Януша Бугайски, по мере распада способность Москвы к внешней агрессии будет уменьшаться, а построссийские государства, скорее всего, будут стремиться к ядерному разоружению — так же, как Украина, Беларусь и Казахстан после распада Советского Союза.
Российский политолог Григорий Голосов полагает, что если распад России и станет возможным вследствие какого-то катастрофического развития событий, то произойдёт это именно вследствие «сброса балласта», путём предоставления регионам независимости сверху.
Приведённые ниже сценарии — самые распространённые модели распада подобных стран, то есть больших, многонациональных, централизованных.
| Сценарий | Исторические примеры | Нынешняя ситуация в России |
| --- | --- | --- |
| Сильное ослабление центральной власти в Москве в результате правительственного переворота или кризиса власти. Новая власть недееспособна, начинается борьба за власть, управлять общегосударственными инфраструктурами и сферами жизни невозможно, регионы вынуждены отделиться.                                                                | Распад Российской империи. Избавившись от централизованной власти в государстве, даже группы небольших поселений, некоторые города, регионы с собственной культурой и бывшие административно-территориальные единицы были вынуждены провозглашать свои нежизнеспособные республики-однодневки, которые во время гражданской войны переходили «из рук в руки». | Власть в России достаточно централизована, регионы подконтрольны центру.                                                                             |
| Усиление национализма и религиозной нетерпимости в каком-нибудь мононациональном регионе. Этот регион выходит из состава России в результате войны, другие мононациональные регионы желают последовать их примеру. Также возможно увеличение роли какой-либо одной нации или религии над всеми другими, что усилит национализм других регионов. | Распад Югославии. Предпосылками для распада среди многих причин выделяют значительное усиление национализма в регионах и великосербский шовинизм. Когда из состава союза захотели выйти Хорватия и Словения, это дало толчок всем другим национальностям задуматься над своей независимостью. Словенцы, хорваты, венгры и часть албанцев — католики; сербы, черногорцы, македонцы и часть албанцев — православные; босняки и бо́льшая часть албанцев — мусульмане. Между этими религиозными общинами существовали давние противоречия, недоразумения и взаимные обиды. | Как и в любой многонациональной стране, этнические регионы имеют в некоторой степени сепаратистские настроения, присутствующее явление национализма. |
| Экономический кризис сильно ослабляет Россию. Экономически сильные регионы уже не желают кормить слабые и дотационные регионы и их «отпускают», или экономически сильные регионы выходят из федерации силой. Также экономический спад часто вызывает обострение существующих социальных и политических проблем, что также ослабляет страну.     | Распад Португальской империи. В XIX веке Португалия теряет свое могущество, Наполеоновские войны, экономический упадок, ликвидация монархии и прочее привели сначала к прекращению экспансионизма, а затем заставило кормить за счет метрополии португальские колонии в Африке. Несмотря на успешное подавление попыток отделения таких стран как Ангола, Мозамбик и других, их с остальным пришлось признать независимыми, так как они стали экономическим бременем для Португалии.                                                                                  | Уровень экономического развития в регионах неравномерен, экономические санкции в отношении России негативно влияют на её экономику.                  |
| Россия начинает войну с внешним врагом и проигрывает, часть её регионов аннексирует враг, в других регионах возможны вышеуказанные сценарии. | Третий рейх. После поражения во Второй мировой войне часть территории Германии была поделена между Чехословакией, Польшей, Францией, Югославией, Австрией и СССР, а на остальной территории существовали зоны оккупации, позже реорганизованные в две страны: ГДР и ФРГ. | Россия ведет войну с Украиной. |
| Упадок общегосударственной идеи. | Распад СССР. Идеология коммунизма оказалась не жизнеспособна в конце XX века, это была одна из причин распада СССР. | Официально у России нет общегосударственной идеологии. Но неофициально иногда выделяют идеологию «русского мира».                                    |

## Сторонники
Праворадикальный политический деятель Алексей Широпаев выступал против великодержавия и имперской идеи, ассоциируемых им с «Евразийским проектом». Широпаев высказывал сомнения в единстве русского народа и рассматривал его как конгломерат субэтносов, различающихся как психологически, так и физиологически. По этой причине он выступает сторонником русского сепаратизма, полагая, что в нескольких небольших русских по составу государствах будет легче отстаивать интересы русских, чем в большой многонациональной империи. Широпаев заявлял об идее разделения России на семь русских республик и превращение её в «федеративное содружество наций». Вместе с другим праворадикальным деятелем Ильёй Лазаренко Широпаев утверждал, что проект «российской нации» провалился, поскольку в приоритете у населения России сохраняется этничность. С этими идеями Лазаренко и Широпаев выступали на Десятых Старовойтовских чтениях 22 ноября 2013 года в Высшей школе экономики в Москве. Центральный федеральный округ Широпаев предложил преобразовать в республику Залесская Русь и формировать в ней «залесское самосознание». Лазаренко руководит движением «Залесская Русь».
Ричард Пайпс начиная с 1950-х годов проводил много времени в государственных архивах и общался со своими коллегами, советскими историками. Уже тогда он составил довольно чёткое представление о природе российской власти (не зависящей от строя, то есть вечной и неизменной) и в дальнейшем принципиально придерживался его. В 2015 году вышла книга Пайпса «Два пути России». В ней он отстаивал принципы, сформированные им в предыдущие годы, среди которых главный — Россия — часть Запада, но всей своей историей демонстрирующая, что боится признаться в этом. «Мне кажется, что Россия слишком большая страна. Вы никогда не были способны управлять этой страной. Было бы гораздо лучше, если бы Сибирь отошла, и вы были бы только Россией. Конечно, это невозможно. Но для вас это большая проблема. Мне кажется, у вас никогда не было достаточно финансовых средств, чтобы хорошо управлять такой страной».
В 1990 году Михаил Эпштейн написал статью «О Россиях», которую называют манифестом российского регионализма, в которой предлагал России разделиться, в том числе и русским областям, на независимые государства и страны. По его мнению, русскому народу следовало вернуться к своим истокам, Киевской Руси, которая ему представлялась содружеством независимых княжеств и республик, тогда как собирание русских земель было навязано силой Золотой Ордой, чью государственную модель, согласно его мнению, унаследовало Московское царство. Согласно Эпштейну, Россия в нынешних политических границах не может вести диалог с соседями (например Эстония и Латвия) и цивилизационными центрами (такие как Индия, Европа и Япония), однако считает возможным, если Россия будет разделена, а образовавшиеся русские республики сформируют аналог Европейского союза.
В феврале 2022 года российский журналист Кирилл Набутов сравнил вторжение России на Украину с русско-японской войной, которая привела к первой революции в России, а после и установлением советской диктатуры в 1922 году, советско-финской войной, которая впоследствии привела к блокаде Ленинграда, и афганской войной, которая привела к ужесточению санкций, повлиявших на экономику СССР и приведших к его распаду.
Цель сторонников «деколонизации» по примеру распада СССР — не поддержка демократии в России, а поддержка стремления народов к независимости. Среди них:
- Свободный Идель-Урал[англ.] — общественное движение, ставящее целью обретение независимости народами Поволжья[121].
- Форум свободных народов пост-России — объединение представителей и сторонников национальных и региональных движений. Участники форума считают разделение территории РФ на самостоятельные государства возможным сценарием недалёкого будущего[94][122].
- Лига свободных наций — в конце мая 2022 года представители шести (башкирских, бурятских, ингушских, калмыцких, эрзянских и удэгейских) национальных движений выступили с публичным заявлением о создании политической платформы с целью деколонизации народов России и обретения её субъектами реального суверенитета[123]. В июле 2022 года Лига обратилась к президенту США Джо Байдену с просьбой поддержать их народы в реализации права на самоопределение. Три представителя Лиги устроили акцию в Вашингтоне с флагами своих народов и провели пресс-конференцию[124].

## Критика
Политолог Александр Кынев писал в своих статьях, что отсылки к «незавершённому» распаду СССР как мотив неизбежного распада РФ несостоятельны по причине совершенно разного политико-институционального и исторического контекста. По его мнению, распада не будет, потому что в регионах нет самостоятельных элит, преобладает русское население, а национальные окраины финансово зависят от центра. Но федерализация после краха режима неизбежна. И нельзя путать антимосковские настроения с сепаратистскими.
По мнению социолога Гузель Юсуповой, фантазии о распаде вредны как довод в пользу легитимации режима, ведь именно на фоне заявлений об угрозе сепаратизма и потенциальном распаде России в начале 2000-х началось построение вертикали власти. Эти опасения приводят к ошибочному рассуждению и тогда безопасность ставится в противовес культурному разнообразию, усиляется унификация. Для сецессии в России акцентирование на моноэтнической, монокультурной и строгой языковой политике также может быть невыгодно, так как не во всех национальных регионах по численности населения преобладают местные народы, а общество в 20 веке стало более однородным. Например, в 1990-е в Татарстане акцент на культурных и языковых правах не был так актуален, как экономические права региона.
Эксперт эстонского Института внешней политики Иван Клыщ считает сценарий распада куда менее вероятным (нежели её растущая зависимость от Китая), так как Россия — гораздо более гомогенная страна, чем был Советский Союз.
Литовский политик Андрюс Кубилюс сомневается, что сейчас в России возможно то, что происходило с Союзом, так как тогда сначала происходила «демократизация». «То есть сначала Горбачёв, перестройка, демократизация, а потом мы уже почувствовали, что можем выходить на улицы и требовать независимости. А не наоборот… Так что если у Кремля останется возможность использовать силовые структуры и подавлять все движения, как национальные, так и демократические, я не вижу, как может развиваться эта ситуация.».
Российский политолог Григорий Голосов полагает, что главным недостатком теории распада России является игнорирование простой истины, согласно которой что-то происходит только когда это кому-нибудь нужно, а разговоры о распаде представляются пропагандой. Конечно, некоторую убедительность придаёт опыт 1990-х годов. Однако достигнутый тогда уровень политической децентрализации обусловлен ситуационными обстоятельствами, которые давно уже ушли в прошлое. Главный бенефициар этого тезиса — действующий российский истеблишмент, запугивающий Российское гражданское общество и уверяющий, что единственный способ избежать этого — «сплотиться вокруг Путина».
Американский аналитик Пол Гобл писал, что те аналитики, которые пророчат России повторение распада СССР, напоминают генералов, готовящихся к прошедшей войне.
Профессор русской истории Городского университета Нью-Йорка Сьюзан Смит-Питер считает, что не смотря на рост числа аналитиков, с начала войны на Украине призывавших или предсказывавших распад, перспектива раскола России маловероятна. Большинство российских регионов, выступающих за большую автономию, расположены там, где им будет сложно провозгласить независимость, поскольку они по-прежнему будут окружены территорией Российской Федерации. Данные анализа, проведенного Адамом Лентоном из Университета Уэйк-Фореста, показали массовую поддержку автономии, а не независимости. Регионом с наибольшей поддержкой автономии оказался Татарстан. Регионы Северного Кавказа имеют одни из самых высоких показателей, также внешняя граница с Грузией делает их потенциально лучшими кандидатами на независимость. Но регион имеет горький опыт последствий попыток отделения Чечни. Существует обеспокоенность тем, что Китай может превратить Дальний Восток России в своего сателлита, используя его в качестве источника сырья, либо захватит власть. Опросы показывают, что война на Украине имеет объединяющий эффект, с одной стороны отчасти из-за пропаганды, которая подчеркивала угрозу территориальной целостности России, а с другой стороны вследствие вполне реального глобального геополитического конфликта, одним из субъектов которого Россия является, тогда как Украина лишь горячая точка этого геополитического конфликта. Так же, что вполне ожидаемо, Россия стремится вовсе лишить своих геополитических противников возможности использовать Украину в качестве плацдарма против России.

### Предложения
Философ Максим Горюнов считает, что федерализм — единственный путь сохранения единства страны. Если у Москвы будет хорошее конкурентное предложение, республики и округа останутся с ней навсегда.
По мнению Михаила Ходорковского, альтернативой гибели и распада государства может быть его федерализация по модели США. Трансформация в России должна проходить через более глубокую федерализацию, то есть бо́льшую внутреннюю независимость разных регионов, чтобы у них была возможность самостоятельно выбирать направление своего развития.
Американская писательница Кейси Мишель (англ. Casey Michel) считает, что деколонизация России не обязательно потребует её полного демонтажа. Стремление к деколонизации могло бы вместо этого сосредоточиться на том, чтобы реализовать реальный демократический федерализм, обещанный российской конституцией. Даже простое признание прошлого и настоящего России имело бы значение.
По мнению учёных Ботакоз Касымбековой и Эрики Марат, переосмысление истории России также является ключом к выживанию страны в её нынешних границах.
Социолог считает, что фокус обсуждений следует сместить с сепаратистских опасений на силу регионов, наднациональное устройство, создание конфедерации или федерации де-факто.

## В художественных произведениях
- Рыбаков В. М. «На будущий год в Москве», 2003
- Крашенинников Ф. Г. «После России», 2006, вторая редакция, 2016
- Владимир Сорокин. Теллурия. — Corpus, 2017. — 448 с. — ISBN 978-5-17-104270-7.
- Глуховский Д. А. «Пост», 2019, продолжение 2021
- 165-й эпизод мультсериала «Масяня» —  Масяня 2050
- Лагутенко Илья, Авченко В.О. "Владивосток 3000 — Киноповесть о Тихоокеанской республике" , 2011